# Izland önkormányzatai
Izland önkormányzatai (izlandiul Sveitarfélög, kiejtése: ˈsveiːtarˌfjɛːˌlœːx) közigazgatási területek; feladatuk a szolgáltatások (oktatás, szemétszállítás, idősek ellátása stb.) biztosítása, de településrendezési feladatokat is ellátnak. Függetlenségüket az alkotmány garantálja.
1953-ban számuk 229 volt, de az évek során történő összevonásokat követően 2020-ban ez 69-re csökkent.

## Történet
Eredetük a szabadállami korra vezethető vissza, amikor a települések kommunákba (hreppar, kiejtése: r̥ɛhpar̥) szerveződtek, melyek célja a legszegényebbek segítése volt. Az urbanizáció hatására a 18. és 19. században önálló városok (kaupstaðir, kiejtése: ˈkʰœipˌstaːðɪr̥) jöttek létre.
Az önkormányzatok egyre több funkciót vesznek át az államtól, ezért a kormány az egyesülésüket szorgalmazza, azonban a többi skandináv országtól eltérően erről az önkormányzatok általában saját hatáskörben dönthetnek (az ötven lakos alattiak összevonásáról a kormány is dönthet), az egyesüléshez pedig népszavazás szükséges.

## Önkormányzati tanácsok
Az önkormányzati tanácsokat négy évre választják; méretük öttől tizenöt főig terjed. Többségük (a legkisebbek kivételével) ügyvezetőt alkalmaz, aki lehet tanácstag, de külső személy is; rájuk a városokban a bæjarstjóri (kiejtése: ˈpaiːjarˌstjouːrɪ) vagy borgarstjóri (kiejtése:ˈpɔrkarˌstjouːrɪ)), a kistelepüléseken a sveitarstjóri (kiejtése ˈsveiːtarˌstjouːrɪ) szavakat használják. A pozíciót általában pártfüggetlen szakemberek töltik be.

## Önkormányzatok listája
| Sorszám | Név                           | Régió                 | Népesség (2021) | Terület (km²) |
| ------- | ----------------------------- | --------------------- | --------------- | ------------- |
| 1.      | Reykjavík                     | Nagy-Reykjavík        | 133 720         | 274,19        |
| 2.      | Kópavogur                     | Nagy-Reykjavík        | 38 520          | 79,99         |
| 3.      | Seltjarnarnes                 | Nagy-Reykjavík        | 4720            | 2,11          |
| 4.      | Garðabær                      | Nagy-Reykjavík        | 17 870          | 75,46         |
| 5.      | Hafnarfjörður                 | Nagy-Reykjavík        | 29 670          | 144,07        |
| 6.      | Mosfellsbær                   | Nagy-Reykjavík        | 12 730          | 186,14        |
| 7.      | Kjósarhreppur                 | Nagy-Reykjavík        | 250             | 284,08        |
| 8.      | Reykjanesbær                  | Déli-félszigeti régió | 19 760          | 144,48        |
| 9.      | Grindavíkurbær                | Déli-félszigeti régió | 3540            | 423,46        |
| 10.     | Suðurnesjabær                 | Déli-félszigeti régió | 3590            | 82,46         |
| 11.     | Vogar                         | Déli-félszigeti régió | 1340            | 164,4         |
| 12.     | Akranes                       | Nyugati régió         | 7710            | 8,57          |
| 13.     | Skorradalshreppur             | Nyugati régió         | 70              | 215,8         |
| 14.     | Hvalfjarðarsveit              | Nyugati régió         | 650             | 481,06        |
| 15.     | Borgarbyggð                   | Nyugati régió         | 3750            | 4926,85       |
| 16.     | Grundarfjarðarbær             | Nyugati régió         | 850             | 149,08        |
| 17.     | Helgafellssveit               | Nyugati régió         | 70              | 242,94        |
| 18.     | Stykkishólmur                 | Nyugati régió         | 1190            | 10,53         |
| 19.     | Eyja- og Miklaholtshreppur    | Nyugati régió         | 120             | 383,51        |
| 20.     | Snæfellsbær                   | Nyugati régió         | 1690            | 682,04        |
| 21.     | Dalabyggð                     | Nyugati régió         | 620             | 2426,88       |
| 22.     | Bolungarvík                   | Nyugati fjordok régió | 960             | 108,8         |
| 23.     | Ísafjarðarbær                 | Nyugati fjordok régió | 3800            | 2380,55       |
| 24.     | Reykhólahreppur               | Nyugati fjordok régió | 240             | 1096,23       |
| 25.     | Tálknafjarðarhreppur          | Nyugati fjordok régió | 260             | 175,38        |
| 26.     | Vesturbyggð                   | Nyugati fjordok régió | 1090            | 1336,06       |
| 27.     | Súðavíkurhreppur              | Nyugati fjordok régió | 200             | 750,35        |
| 28.     | Árneshreppur                  | Nyugati fjordok régió | 40              | 705,41        |
| 29.     | Kaldrananeshreppur            | Nyugati fjordok régió | 110             | 458,4         |
| 30.     | Strandabyggð                  | Nyugati fjordok régió | 430             | 1833,88       |
| 31.     | Skagafjörður                  | Északnyugati régió    | 4090            | 4176,45       |
| 32.     | Húnaþing vestra               | Északnyugati régió    | 1210            | 3022,83       |
| 33.     | Blönduós                      | Északnyugati régió    | 960             | 182,61        |
| 34.     | Skagaströnd                   | Északnyugati régió    | 470             | 52,6          |
| 35.     | Skagabyggð                    | Északnyugati régió    | 100             | 488,59        |
| 36.     | Húnavatnshreppur              | Északnyugati régió    | 380             | 3815,98       |
| 37.     | Akrahreppur                   | Északnyugati régió    | 210             | 1366,01       |
| 38.     | Akureyri                      | Északkeleti régió     | 19 250          | 135,55        |
| 39.     | Norðurþing                    | Északkeleti régió     | 3020            | 3732,78       |
| 40.     | Fjallabyggð                   | Északkeleti régió     | 1980            | 363,83        |
| 41.     | Dalvíkurbyggð                 | Északkeleti régió     | 1860            | 597,35        |
| 42.     | Eyjafjarðarsveit              | Északkeleti régió     | 1080            | 1774,83       |
| 43.     | Hörgársveit                   | Északkeleti régió     | 670             | 893,87        |
| 44.     | Svalbarðsstrandarhreppur      | Északkeleti régió     | 460             | 54,39         |
| 45.     | Grýtubakkahreppur             | Északkeleti régió     | 370             | 431,43        |
| 46.     | Skútustaðahreppur             | Északkeleti régió     | 460             | 6048,01       |
| 47.     | Tjörneshreppur                | Északkeleti régió     | 60              | 198,86        |
| 48.     | Þingeyjarsveit                | Északkeleti régió     | 850             | 5971,58       |
| 49.     | Svalbarðshreppur              | Északkeleti régió     | 90              | 1154,31       |
| 50.     | Langanesbyggð                 | Északkeleti régió     | 510             | 1328,85       |
| 51.     | Fjarðabyggð                   | Keleti régió          | 5100            | 1614,45       |
| 52.     | Múlaþing                      | Keleti régió          | 5000            | 10 669,19     |
| 53.     | Vopnafjarðarhreppur           | Keleti régió          | 660             | 1903,31       |
| 54.     | Fljótsdalshreppur             | Keleti régió          | 100             | 1516,3        |
| 55.     | Hornafjörður                  | Keleti régió          | 2370            | 6309,44       |
| 56.     | Vestmannaeyjar                | Déli régió            | 4350            | 16,14         |
| 57.     | Árborg                        | Déli régió            | 10 510          | 157,19        |
| 58.     | Mýrdalshreppur                | Déli régió            | 750             | 749,09        |
| 59.     | Skaftárhreppur                | Déli régió            | 600             | 6944,26       |
| 60.     | Ásahreppur                    | Déli régió            | 260             | 2942,32       |
| 61.     | Rangárþing eystra             | Déli régió            | 1910            | 1893,93       |
| 62.     | Rangárþing ytra               | Déli régió            | 1740            | 3187,09       |
| 63.     | Hrunamannahreppur             | Déli régió            | 820             | 1375,07       |
| 64.     | Hveragerði                    | Déli régió            | 2820            | 9,03          |
| 65.     | Ölfus                         | Déli régió            | 2320            | 736,32        |
| 66.     | Grímsnes- og Grafningshreppur | Déli régió            | 500             | 899,44        |
| 67.     | Skeiða- og Gnúpverjahreppur   | Déli régió            | 590             | 2231,74       |
| 68.     | Bláskógabyggð                 | Déli régió            | 1110            | 3300          |
| 69.     | Flóahreppur                   | Déli régió            | 690             | 288,9         |

## Fordítás
- Ez a szócikk részben vagy egészben  a   Municipalities of Iceland című angol Wikipédia-szócikk ezen változatának fordításán alapul.  Az eredeti cikk szerkesztőit annak laptörténete sorolja fel. Ez a jelzés csupán a megfogalmazás eredetét és a szerzői jogokat jelzi, nem szolgál a cikkben szereplő információk forrásmegjelöléseként.